# Immigration française en Haïti

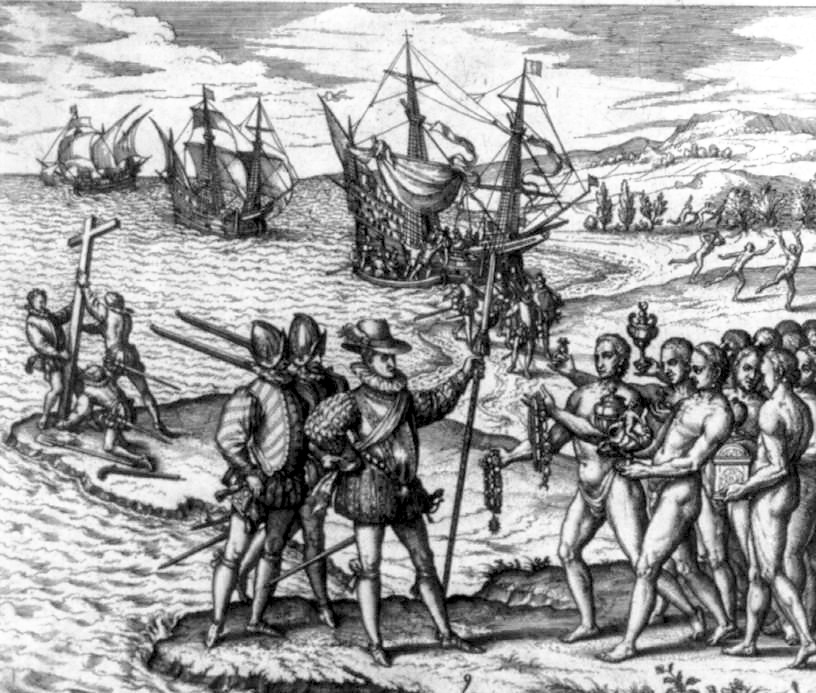
Christophe Colomb en Hispaniola.

L'immigration française en Haïti est la migration de la France vers Haïti. Haïti, une ancienne colonie française, fut visitée par Christophe Colomb en 1492, qui la nomma Hispaniola. Peuplée à l'origine de natifs américains qui furent exterminés, Haïti fut colonisée par les Espagnols en 1498. Les expéditions françaises sur l'Île de la Tortue commencent dans les années 1690, et le territoire est conquis par l'Espagne mais est cédée à la France par le Traité de Ryswick (1697). 
Au XVIIIe siècle, la France rebaptise cette île sous le nom de Saint-Domingue. Lors du recensement de 1727, les français, ou franco-haïtiens, représentant 90 % de la population, mais la population noire et métisse augmente rapidement deux décennies plus tard, et ce nombre tombe de 50 % à 30 % dans les années 1750, ce qui signifie que le nombre de non-blancs a augmenté de 60 000 par années alors que les blancs était seulement la moitié. 
Une économie prospère essentiellement agricole (canne à sucre, café, tabac) exploitée sur de grandes plantations nécessitait une main d'œuvre abondante et bon marché que sont les esclaves noirs d'Afrique. L'île opulente est considérée en Europe comme un établissement modèle. Elle fournissait à elle seule les 3/5 de la production des Antilles. Les massacres entre 1790 et 1804 ont détruit la communauté française en Haïti presque entièrement pour devenir un pays souverain et indépendant.

## Histoire

### Immigrants et colonisation
Même si les travaux sur les engagés sont anciens, le dépouillement des minutes notariales et des rôles d’équipage, partiel, laisse à penser, selon Jean Tanguy, à l’envoi 40 000 engagés essentiellement aux Antilles pour les XVIIe et XVIIIe siècles : chiffre qui n’inclut pas l’émigration libre qui peut également obéir à certaines contraintes[incompréhensible]. Une émigration où les citadins seraient bien plus nombreux que dans la représentation métropolitaine. L’engagement auprès des boucaniers est très éprouvant, les valets sont traités sans pitié. S’agissant du pétun, le pécule de 300 livres de tabac demeure, tandis que les cours s’affaissent. Au moment de la libération, cela permet à peine de survivre en attendant la récolte des vivres. Surtout, cela n’autorise pas le paiement du voyage retour. Il faut s’amateloter pour survivre, s’associer avec un autre alloué. Seuls quelques-uns s’en tirent convenablement, les autres disparaissent emportés par les fièvres et les maladies pulmonaires. 
En 1710, Charritte écrit que les trois quarts des engagés n’en réchappent point, parce que leur maître n’en prennent pas assez soin, ne les ayant que pour trois ans. En 1696, l’arrivée de nouvelles compagnies, s’ajoutant aux deux anciennes, porte à 400 les effectifs militaires de la colonie. Lorsqu’en 1639, un contingent anglais vient de Nevis, composé de 300 hommes, 40 femmes et 20 esclaves afrodescendants. À l’époque de Levasseur (1641-1650), des familles françaises entières s’installent, et Gabriel Debien remarque que peut-être, aucun autre établissement français des Antilles n’eut à ses débuts une proportion aussi forte de femmes. Mais lorsque les espagnols s’emparent de l’île en janvier 1655, on mentionne 385 hommes portant l’arme et 200 esclaves nègres, adultes, femmes et enfants et 250 esclaves indiens eux aussi groupés en familles. Le recensement de la population blanche, en 1788, montre un total de 9 649 hommes pour 4 482 femmes (mariées et veuves). Il y a toujours deux fois plus d’hommes que de femmes, ce qui n’est plus le cas aux Petites Antilles. Le préjugé de couleur, qui se développe au XVIIIe siècle, n’intéresse le sujet que dans la modification de la vision créole de la métropole. 

### Révolution haïtienne

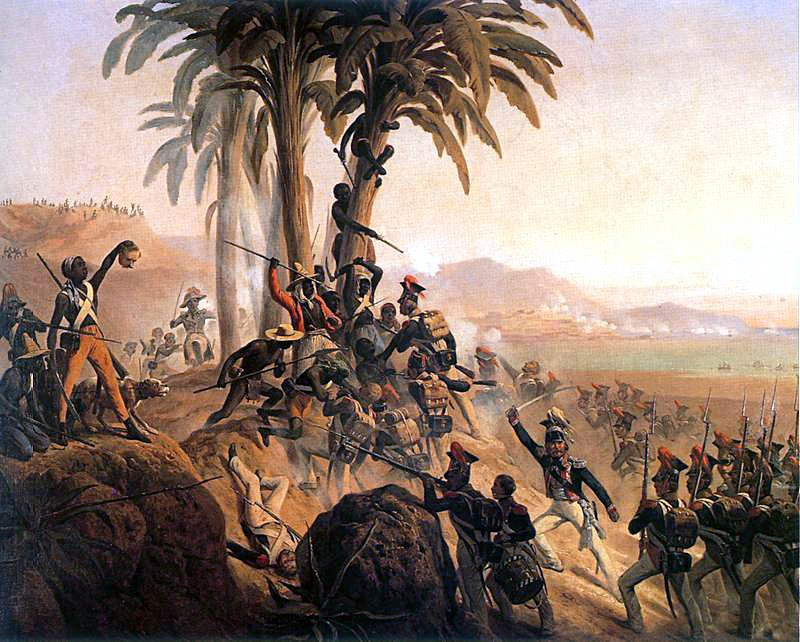
Révolution haïtienne (libération des esclaves).

Les colons blancs accueillent favorablement les idées nouvelles, avec l'arrière pensée d'indépendance pour les plus riches, l'idée est dans l'air et en 1791 débute la Révolution haïtienne. En mars, ils fondent leur Assemblée Coloniale à St Marc. Les blancs et les mulâtres sont fidèles à la Métropole. À la mort de Louis XVI, l'affranchissement général des esclaves de Saint-Domingue s'effectue par le commissaire Sonthonax le 29 août, dans le but de gagner les esclaves à la Révolution française et d'affirmer son pouvoir, la Convention abolissant l'esclavage le 4 février. Toussaint Louverture se rallie à la République. Les colons appellent les Anglais à l'aide. Ils sont battus par les noirs et les mulâtres. C'est l'occasion de massacres et d'incendies. En 1796, à la nomination par la République de Toussaint Louverture au grade de général de l'armée Française, il commande une véritable armée de 20 000 hommes sur le modèle français. 

### Libération des esclaves noirs
Les chefs noirs Dessalines et Christophe se soumettent et se rallient. Toussaint Louverture est attiré dans un piège et envoyé en exil en France où il mourra en 1803. Entre avril et mai 1804, il y avait des massacres contre la population blanche, soit une épuration ethnique qui cause la mort d'environ 3 000 à 5 000 colons européens. À Port-au-Prince, il y avait un solde de 800 morts et 50 survivants. Les quelques survivants ont fui vers d'autres îles françaises comme la Guadeloupe. Dessalines se proclame empereur le 1er janvier, sous le nom de Jacques Ier. L'Espagne, avec l'aide des Anglais, récupère son territoire à l'est de l'île, qu'elle gardera jusqu'en 1814. En 1809, ils expulsent les derniers français qui occupait encore la ville de Saint-Domingue.
La république d’Haïti est proclamée le 1er janvier 1804 à la suite d'une révolte d’esclaves ayant chassé les dirigeants coloniaux français et leurs alliés. Les chefs révolutionnaires abandonnent l’appellation française de « Saint-Domingue » en faveur du nom utilisé par le peuple qui avait accueilli Colomb en 1492, au moment où il arrivait pour créer la première colonie européenne du Nouveau Monde. 

### Époque contemporaine
La population blanche d'Haïti représente moins de 5 % de la population (y compris les mulâtres), le reste étant de descendance africaine. Au 31 décembre 2014, 1 642 français sont inscrits sur les registres consulaires en Haïti, chiffre très faible par rapport au recensement de 1700 avec 100 000 colons.